# Heinrich Brugsch
Heinrich Karl Brugsch (ur. 18 lutego 1827 w Berlinie, zm. 9 września 1894 w Charlottenburgu) – niemiecki egiptolog, profesor uniwersytetu w Getyndze.
W 1854 habilitował się i został prywatnym wykładowcą na Uniwersytecie Berlińskim. Od 1870 do 1878 był dyrektorem École d'Égyptologie w Kairze. Jego trwałym wkładem w egiptologię jest głównie założenie wydawanego do dziś w Lipsku Zeitschrift fuer Aegyptische Sprache und Altertumskunde (ZAS).